# Joost Timp
Jozef Maria (Joost) Timp (Amsterdam, 6 december 1956) is een voormalig zanger van de Nederlandse band Bloem.

## Loopbaan
Joost Timp, zoon van tv-presentatrice Mies Bouwman en regisseur Leen Timp, richtte in 1980 de Gooise band Bloem op. Bloem is een samenvoegsel van de (Engelstalige) bands Teenager en Bloom.
Toen Timp besloot om Nederlandse teksten te gaan schrijven, wist hij producer Will Hoebee enthousiast te maken. In twee dagen werd het debuutalbum Vooral Jong Blijven opgenomen. De eerste single van het album Even Aan M'n Moeder Vragen was meteen een groot succes: er werden zo'n 45.000 exemplaren van verkocht. De single bereikte nummer 14 in de Nederlandse Top 40 en nummer 15 in de Nationale Hitparade. Verder succes voor Bloem bleef uit. De tweede single Vooral Jong Blijven werd geen hit en de singles Ik Wil Lang Haar en De Poes haalden niet eens de Tipparade.
In 1982 nam de groep bij een nieuwe platenmaatschappij een titelloze elpee op. Hierop staan de hit(je)s Omdat (Parce Que, Because) en Ik Wil Alleen Bij Jou Zijn. Het jaar erop besloot de band ermee te stoppen. 
In 1984 werd de nieuwe band Boy Commando's opgericht, die geen succes werd. In 1988 schreef Timp de tekst en muziek voor de Kwakus Kwebbel Show van attractiepark Duinrell. De stemmen voor deze computergestuurde poppenshow werden ingesproken door Gerard Cox, Bonnie St. Claire, Nico Haak, José Hoebee en Timp zelf. In de zomer van 2017 werd deze show voor de 40.000e keer opgevoerd.
Timp ging zich na zijn muzikale avontuur bezighouden met schrijven van teksten voor televisieprogramma's bij Joop van den Ende.

## Trivia
- Timp is de componist van de herkenningsmuziek (tune) voor In de hoofdrol.
- José Hoebee zingt mee op de single Ik Wil Alleen Bij Jou Zijn en De Zeilboot

- International Standard Name Identifier: 0000 0001 3071 9030
- MusicBrainz: da021ba0-1111-4265-bc06-f3f261310413
- Nederlandse Thesaurus van Auteursnamen: 069281971
- Virtual International Authority File: 292316661
- WorldCat: E39PBJrGBGCrxGHR9DwvThrXh3